# Joe Ingles
Joseph Howarth "Joe" Ingles, född 2 oktober 1987 i Adelaide, är en australisk professionell basketspelare (SF/SG) som spelar för Minnesota Timberwolves i National Basketball Association (NBA). Han har tidigare spelat bland annat för Utah Jazz, Milwaukee Bucks och Orlando Magic.
Ingles blev aldrig NBA-draftad.
Han deltog också vid de olympiska sommarspelen 2008, olympiska sommarspelen 2012, olympiska sommarspelen 2016 och olympiska sommarspelen 2020. Ingles var med och bärga bronsmedalj med det australiska basketlandslaget vid det sistnämnda OS.